# Pervenstvo Futbol'noj Nacional'noj Ligi 2015-2016
La Pervenstvo Futbol'noj Nacional'noj Ligi 2015-2016, nota anche come PFN Ligi 2015-2016 fu la ventiquattresima edizione della seconda serie del campionato russo di calcio. Vide la vittoria finale del Gazovik Orenburg, che venne promosso in Prem'er-Liga assieme all'Arsenal Tula e al Tom' Tomsk, vincitore dei play-off. Capocannonieri del torneo furono Artëm Del'kin, Chasan Mamtov e Maksim Žitnev, con 16 reti realizzate a testa.

## Stagione

### Novità
Dalla PFN Ligi 2014-2015 vennero promossi in Prem'er-Liga il Kryl'ja Sovetov Samara, l'Anži, mentre vennero retrocessi in PPF Ligi il Sachalin, il Chimik Dzeržinsk e la Dinamo San Pietroburgo. Dalla Prem'er-Liga vennero retrocessi la Torpedo Mosca e l'Arsenal Tula, mentre dalla PPF Ligi vennero promossi lo Spartak-2 Mosca, il Fakel Voronež, la Torpedo Armavir, il KAMAZ e il Bajkal Irkutsk, vincitori dei cinque gironi.
Prima dell'inizio della stagione la Torpedo Mosca rinunciò all'iscrizione per mancanza di copertura finanziaria. Di conseguenza, venne ammesso lo Zenit-2, unica tra le seconde classificate in PPF Ligi a soddisfare i requisiti.

### Formula
Le 20 squadre partecipanti si sono affrontate in un girone all'italiana con partite di andata e ritorno per un totale di 38 giornate: venivano assegnati tre punti per la vittoria, uno per il pareggio e zero per la sconfitta. Le prime due classificate venivano promosse direttamente in Prem'er-Liga, mentre la terza e la quarta affrontavano la tredicesima e la quattordicesima classificate in Prem'er-Liga in play-off promozione/retrocessione. Le ultime cinque classificate venivano retrocesse direttamente in Pervenstvo Professional'noj Futbol'noj Ligi.

## Squadre partecipanti
| Squadra               | Stagione | Città            | Stadio                | Stagione precedente                         |
| --------------------- | -------- | ---------------- | --------------------- | ------------------------------------------- |
| Arsenal Tula          | dettagli | Tula             | Stadio Arsenal        | 16º posto in Prem'er Liga                   |
| Bajkal Irkutsk        | dettagli | Irkutsk          | Stadio Lokomotiv      | 1º posto nel girone est di PPF Ligi         |
| Baltika               | dettagli | Kaliningrad      | Stadio Baltika        | 14º posto in PFN Ligi                       |
| Enisej                | dettagli | Krasnojarsk      | Stadio Centrale       | 9º posto in PFN Ligi                        |
| Fakel Voronež         | dettagli | Voronež          | Tsentralnyi Profsoyuz | 1º posto nel girone centro di PPF Ligi      |
| Gazovik Orenburg      | dettagli | Orenburg         | Stadio Gazovik        | 5º posto in PFN Ligi                        |
| KAMAZ                 | dettagli | Naberežnye Čelny | Stadio KAMAZ          | 1º posto nel girone Volga-Urali di PPF Ligi |
| Luč-Ėnergija          | dettagli | Vladivostok      | Stadio Dinamo         | 10º posto in PFN Ligi                       |
| Sibir'                | dettagli | Novosibirsk      | Stadio Spartak        | 11º posto in PFN Ligi                       |
| Šinnik                | dettagli | Jaroslavl'       | Stadio Šinnik         | 6º posto in PFN Ligi                        |
| SKA-Ėnergija          | dettagli | Chabarovsk       | Stadio Lenin          | 15º posto in PFN Ligi                       |
| Sokol Saratov         | dettagli | Saratov          | Stadio Lokomotiv      | 12º posto in PFN Ligi                       |
| Spartak-2 Mosca       | dettagli | Mosca            | Accademia Spartak     | 1º posto nel girone ovest di PPF Ligi       |
| Tjumen'               | dettagli | Tjumen'          | Stadio Geolog         | 8º posto in PFN Ligi                        |
| Tom' Tomsk            | dettagli | Tomsk            | Stadio Trud           | 4º posto in PFN Ligi                        |
| Torpedo Armavir       | dettagli | Armavir          | Stadio Junost         | 1º posto nel girone sud di PPF Ligi         |
| Tosno                 | dettagli | Tosno            | Stadio Petrovskij     | 3º posto in PFN Ligi                        |
| Volga Nižnij Novgorod | dettagli | Nižnij Novgorod  | Stadio Lokomotiv      | 13º posto in PFN Ligi                       |
| Volgar' Astrachan'    | dettagli | Astrachan'       | Stadio Centrale       | 7º posto in PFN Ligi                        |
| Zenit-2               | dettagli | San Pietroburgo  | Stadio Petrovskij     | 2º posto nel girone ovest di PPF Ligi       |

## Classifica finale
|  | Pos. | Squadra               | Pt | G  | V  | N  | P  | GF | GS | DR  |
|  | ---- | --------------------- | -- | -- | -- | -- | -- | -- | -- | --- |
|  | 1.   | Gazovik Orenburg      | 86 | 38 | 26 | 8  | 4  | 61 | 20 | +41 |
|  | 2.   | Arsenal Tula          | 82 | 38 | 25 | 7  | 6  | 64 | 37 | +27 |
|  | 3.   | Tom' Tomsk            | 74 | 38 | 22 | 8  | 8  | 58 | 35 | +23 |
|  | 4.   | Volgar' Astrachan'    | 63 | 38 | 17 | 12 | 9  | 57 | 37 | +20 |
|  | 5.   | Spartak-2 Mosca       | 59 | 38 | 17 | 8  | 13 | 52 | 49 | +3  |
|  | 6.   | Fakel Voronež         | 56 | 38 | 17 | 5  | 16 | 61 | 42 | +19 |
|  | 7.   | Tosno                 | 55 | 38 | 17 | 4  | 17 | 57 | 53 | +4  |
|  | 8.   | Tjumen'               | 54 | 38 | 15 | 9  | 14 | 44 | 45 | -1  |
|  | 9.   | Sokol Saratov         | 53 | 38 | 14 | 11 | 13 | 43 | 40 | +3  |
|  | 10.  | Volga Nižnij Novgorod | 51 | 38 | 14 | 9  | 15 | 39 | 37 | +2  |
|  | 11.  | Sibir'                | 51 | 38 | 14 | 9  | 15 | 49 | 51 | -2  |
|  | 12.  | Zenit-2               | 50 | 38 | 13 | 11 | 14 | 61 | 55 | +6  |
|  | 13.  | Šinnik                | 50 | 38 | 13 | 11 | 14 | 50 | 49 | +1  |
|  | 14.  | SKA-Ėnergija          | 49 | 38 | 13 | 10 | 15 | 36 | 35 | +1  |
|  | 15.  | Luč-Ėnergija          | 45 | 38 | 12 | 9  | 17 | 31 | 46 | -15 |
|  | 16.  | Baltika               | 44 | 38 | 11 | 11 | 16 | 36 | 46 | -10 |
|  | 17.  | Enisej                | 44 | 38 | 12 | 8  | 18 | 36 | 49 | -13 |
|  | 18.  | Torpedo Armavir       | 40 | 38 | 10 | 10 | 18 | 29 | 46 | -17 |
|  | 19.  | Bajkal Irkutsk        | 26 | 38 | 8  | 2  | 28 | 29 | 73 | -44 |
|  | 20.  | KAMAZ                 | 24 | 38 | 6  | 6  | 26 | 20 | 60 | -40 |

Legenda:
      Promossa in Prem'er-Liga 2016-2017.
 Ammessa agli spareggi promozione/retrocessione.
      Retrocessa in Pervenstvo Professional'noj Futbol'noj Ligi 2016-2017.
Note:
Tre punti a vittoria, uno a pareggio, zero a sconfitta.
Il Volga Nižnij Novgorod non si è successivamente iscritto in PFN Ligi.
Il Baltika e lo Enisej sono stati successivamente riammessi in PFN Ligi a completamento organico.

## Risultati

### Tabellone
|                       | GaO  | Ars  | Tom  | VoA  | SpM  | Fak  | Tos  | Tju  | Sok  | Vol  | Sib  | Šin  | Zen  | SKĖ  | Luč  | Eni  | Bal  | Tor  | Baj  | KAM  |
| --------------------- | ---- | ---- | ---- | ---- | ---- | ---- | ---- | ---- | ---- | ---- | ---- | ---- | ---- | ---- | ---- | ---- | ---- | ---- | ---- | ---- |
| Gazovik Orenburg      | ---- | 4-1  | 1-0  | 0-0  | 2-0  | 1-0  | 3-1  | 1-1  | 2-1  | 1-1  | 2-1  | 2-0  | 1-0  | 0-0  | 2-0  | 1-1  | 2-0  | 2-0  | 2-0  | 2-0  |
| Arsenal Tula          | 0-3  | ---- | 1-2  | 1-1  | 4-1  | 1-0  | 3-1  | 1-2  | 0-0  | 1-0  | 3-1  | 4-1  | 2-1  | 1-0  | 1-0  | 2-0  | 1-0  | 0-0  | 2-1  | 1-0  |
| Tom' Tomsk            | 1-0  | 1-3  | ---- | 1-1  | 4-1  | 0-0  | 3-2  | 1-1  | 2-1  | 1-0  | 1-0  | 1-1  | 2-3  | 2-0  | 0-2  | 2-1  | 2-1  | 4-0  | 2-1  | 2-0  |
| Volgar' Astrachan'    | 0-1  | 1-1  | 1-1  | ---- | 2-1  | 2-1  | 1-0  | 1-1  | 2-0  | 2-1  | 1-1  | 4-0  | 0-3  | 0-1  | 4-1  | 1-1  | 1-0  | 2-0  | 3-1  | 3-0  |
| Spartak-2 Mosca       | 1-0  | 1-2  | 0-1  | 1-0  | ---- | 1-3  | 3-1  | 1-1  | 4-3  | 1-0  | 3-0  | 2-0  | 1-2  | 1-0  | 2-1  | 2-0  | 0-1  | 1-0  | 2-0  | 4-0  |
| Fakel Voronež         | 1-2  | 3-1  | 1-3  | 0-1  | 2-2  | ---- | 1-3  | 3-0  | 1-0  | 1-2  | 2-1  | 3-1  | 0-1  | 0-1  | 2-0  | 0-1  | 1-0  | 2-0  | 3-2  | 4-1  |
| Tosno                 | 0-1  | 2-3  | 3-1  | 2-2  | 6-1  | 1-0  | ---- | 2-4  | 1-0  | 1-0  | 0-1  | 2-0  | 1-2  | 3-2  | 0-2  | 2-2  | 3-1  | 1-0  | 1-0  | 1-2  |
| Tjumen'               | 0-4  | 1-2  | 1-1  | 0-2  | 2-0  | 1-2  | 1-0  | ---- | 1-2  | 2-1  | 0-1  | 2-1  | 2-1  | 0-2  | 1-0  | 3-1  | 1-1  | 1-0  | 3-1  | 1-0  |
| Sokol Saratov         | 0-2  | 1-1  | 1-2  | 2-1  | 2-2  | 3-2  | 3-2  | 0-1  | ---- | 2-0  | 2-0  | 0-1  | 0-0  | 2-0  | 0-1  | 1-0  | 1-1  | 0-0  | 3-0  | 0-0  |
| Volga Nižnij Novgorod | 1-3  | 1-2  | 3-2  | 0-1  | 0-0  | 1-0  | 1-1  | 1-0  | 0-0  | ---- | 2-1  | 1-1  | 2-2  | 0-0  | 1-0  | 4-0  | 0-1  | 1-0  | 4-1  | 2-1  |
| Sibir'                | 1-1  | 3-0  | 1-0  | 1-1  | 0-0  | 1-1  | 1-2  | 1-4  | 1-3  | 1-2  | ---- | 2-1  | 2-0  | 2-1  | 2-0  | 1-0  | 1-0  | 2-2  | 1-0  | 0-0  |
| Šinnik                | 0-1  | 0-4  | 0-1  | 3-3  | 1-1  | 1-2  | 2-1  | 1-1  | 1-0  | 2-1  | 5-0  | ---- | 4-0  | 2-1  | 1-1  | 1-1  | 0-1  | 3-0  | 1-0  | 0-2  |
| Zenit-2               | 1-2  | 2-2  | 0-0  | 2-3  | 3-0  | 2-4  | 2-1  | 4-2  | 1-1  | 1-1  | 3-3  | 2-2  | ---- | 0-0  | 3-1  | 1-2  | 3-1  | 0-0  | 4-3  | 1-2  |
| SKA-Ėnergija          | 1-1  | 0-1  | 1-0  | 2-1  | 2-1  | 0-1  | 0-1  | 1-0  | 1-2  | 1-1  | 1-1  | 2-2  | 2-1  | ---- | 2-0  | 0-2  | 1-1  | 0-0  | 0-0  | 4-0  |
| Luč-Ėnergija          | 1-1  | 0-0  | 0-3  | 1-1  | 1-1  | 1-0  | 0-1  | 1-0  | 2-3  | 2-0  | 0-3  | 1-1  | 0-0  | 1-0  | ---- | 2-2  | 2-2  | 0-1  | 1-0  | 2-1  |
| Enisej                | 0-1  | 0-2  | 1-2  | 0-2  | 0-4  | 2-0  | 1-3  | 1-0  | 0-1  | 0-1  | 1-0  | 0-0  | 0-3  | 2-0  | 0-2  | ---- | 1-1  | 3-1  | 4-0  | 2-0  |
| Baltika               | 2-1  | 1-4  | 0-3  | 2-1  | 1-1  | 1-1  | 1-3  | 1-1  | 0-0  | 0-1  | 3-1  | 0-3  | 3-1  | 1-0  | 3-0  | 0-0  | ---- | 0-1  | 3-1  | 1-2  |
| Torpedo Armavir       | 3-0  | 1-3  | 1-1  | 1-0  | 1-2  | 1-2  | 0-0  | 2-1  | 0-0  | 1-0  | 2-0  | 0-2  | 2-0  | 0-2  | 2-0  | 2-3  | 1-2  | ---- | 0-2  | 0-0  |
| Bajkal Irkutsk        | 0-3  | 0-2  | 1-2  | 3-2  | 1-2  | 0-2  | 0-2  | 0-0  | 0-3  | 1-0  | 0-6  | 0-2  | 2-1  | 2-3  | 0-1  | 1-0  | 1-0  | 1-2  | ---- | 2-1  |
| KAMAZ                 | 0-3  | 0-1  | 0-1  | 0-3  | 0-1  | 0-0  | 3-0  | 0-1  | 3-0  | 0-2  | 1-2  | 0-3  | 0-5  | 0-2  | 0-1  | 0-1  | 0-0  | 1-1  | 0-1  | ---- |

## Spareggi promozione-retrocessione
|                    | Risultati |                    | Luogo e data               |
| ------------------ | --------- | ------------------ | -------------------------- |
| Volgar' Astrachan' | 0 - 1     | Anži               | Astrachan', 24 maggio 2016 |
| Anži               | 2 - 0     | Volgar' Astrachan' | Kaspijsk, 27 maggio 2016   |
|                    |           |                    |                            |
| Kuban'             | 1 - 0     | Tom' Tomsk         | Krasnodar, 24 maggio 2016  |
| Tom' Tomsk         | 2 - 0     | Kuban'             | Tomsk, 27 maggio 2016      |
|                    |           |                    |                            |

## Statistiche

### Classifica marcatori
| Gol |  |  | Giocatore        | Squadra             |
| --- |  |  | ---------------- | ------------------- |
| 16  |  |  | Artëm Del'kin    | Gazovik Orenburg    |
| 16  |  |  | Chasan Mamtov    | Tjumen'             |
| 16  |  |  | Maksim Žitnev    | Sibir'              |
| 14  |  |  | Vladimir Il'in   | Tosno               |
| 13  |  |  | Michail Birjukov | Fakel Voronež       |
| 13  |  |  | Aleksandr Kut'in | Arsenal Tula, Tosno |